# Casa Cardona (Fuente Obejuna)
La Casa Cardona es un palacete modernista situado en el municipio español de Fuente Obejuna, en la provincia de Córdoba. Fue construida entre 1905 y 1908 según proyecto de Adolfo Castiñeyra y se configura como una de las obras más importantes de la arquitectura modernista en Andalucía. Fue declarada bien de interés cultural por la Junta de Andalucía en 2004.
El estilo modernista de este inmueble no se limita a la decoración de la fachada —como es frecuente en las construcciones cordobesas de este tipo—, sino que afecta al concepto global de la estructura arquitectónica del edificio, dándole las líneas definitorias a la edificación en su totalidad. A estas características artísticas se une la peculiaridad de su ubicación inusitada en un pueblo de la sierra cordobesa, rompiendo con todos los esquemas arquitectónicos tradicionales e impactando en la trama urbana.

## Historia
La casa fue construida entre 1905 y 1908 por el hacendado Pedro Celestino Romero del Santo, que dedicó la obra a su mujer, María Manuela Díaz de Morales, la cual falleció poco antes de la finalización de las obras. Pedro Romero la vendió al diputado José Castillejo Castillejo, que la reformó y construyó la terraza actual, con el barandal, la cocina, unas caballerizas y otras dependencias. Sus propietarios la donaron al Ejército franquista durante la Guerra Civil. En la actualidad, el Ayuntamiento de Fuente Obejuna ostenta la titularidad de la Casa Cardona.

## Descripción del edificio
La Casa Cardona es un edificio de planta cuadrada con un patio distribuidor de las distintas dependencias y un gran cuerpo semicircular adosado a uno de los ángulos. Esta rotonda, dispuesta en dos pisos de diferente diámetro —es mayor el cuerpo superior—, permite dos magníficos miradores cubiertos con vidrieras, rompiendo así la simplicidad del volumen cúbico. El carácter plenamente modernista de la obra se refleja en el predominio de las formas curvas y caprichosas de los vanos, en la libertad con que se interpretan los elementos sustentantes, en la abundancia de una decoración vegetal exuberante y en el uso de vidrieras y de rejería artística.
En altura, el edificio consta de una planta baja, piso principal y un segundo piso, además de sótano y azotea superior, cuyo barandal de ladrillo con labores de calado es producto de una reforma posterior. La altura de los pisos va decreciendo según se asciende y esta estructura interna queda reflejada en las fachadas, subrayadas por molduras a modo de cornisas diferenciadoras.

### Fachadas

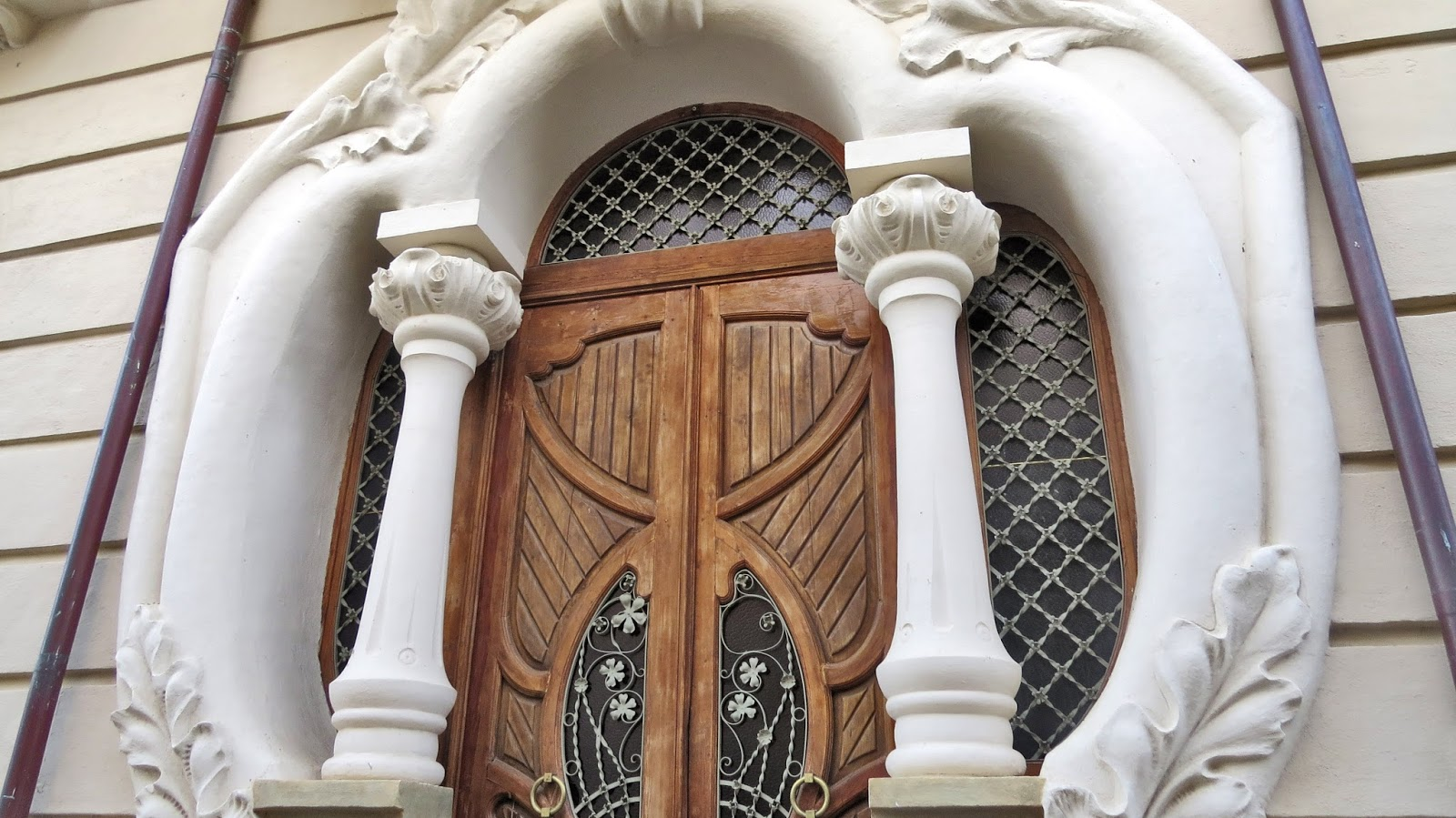
Portal principal de entrada.

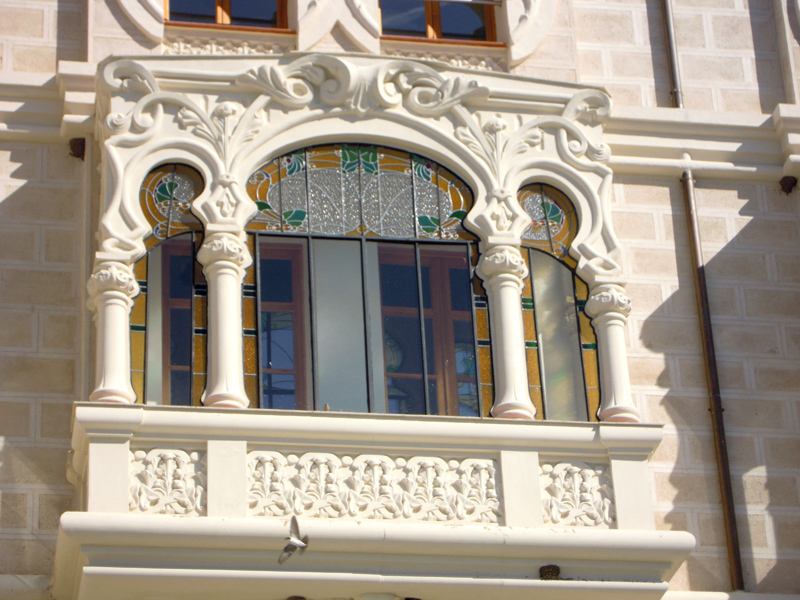
Vista de uno de los balcones.

Al exterior presenta dos grandes fachadas: la principal, que se desarrolla en línea con la calle Doctor Miras Navarro, y la otra en ángulo con ésta y que da al jardín. Ambas fachadas concentran su decoración en puertas, ventanas y balcones, quedando limitado el resto a franjas horizontales destacadas por hendiduras de fondo plano, simulando sillares dispuestos a soga. Los sucesivos pisos van diferenciados en horizontal por cornisas. Con esta decoración se va marcando el sentido ascendente de la fachada por la disposición de los vanos unidos por grandes mensulones de hojarasca.
La fachada del jardín presenta en el primer piso un vano de entrada y una ventana geminada, dominados ambos por la línea curva, la forma caprichosa y una turgente decoración vegetal a modo de marco. En el segundo piso se disponen dos balconadas cerradas, formadas por tres columnas abalaustradas con capiteles con motivos vegetales que sirven de apoyo a tres arcos, siendo el central de mayor luz y de forma elíptica y los laterales más estilizados y de perfil asimétrico acaracolado. El contorno de estos arcos es recorrido por una moldura a modo de caña que desarrolla formas caprichosas, cubriéndose las enjutas por elementos vegetales. Estas balconadas se cierran por vidrieras multicolores de motivos ondulantes. El piso superior presenta dos pares de vanos circulares decorados por un marco con un tallo floral que converge hacia la dovela central.
La Rotonda-Mirador se sitúa en el ángulo sudoeste del edificio, adosada al extremo de la fachada del jardín, como un gran cuerpo cilíndrico al que se accede desde el interior, de modo independiente, por cada piso. Tiene tres cuerpos, pero el inferior es semisótano a nivel del jardín, por lo que resulta de menor altura que el resto del edificio. Este está formado por tres vanos en forma de arcos rebajados separados por cuerpos de pilastras que acaban en una cornisa que los separa del piso superior. Este está formado por tres vanos acristalados separados por columnas que sustentan arcos elípticos, bordeado en su parte superior por decoración de motivos florales, entre los que destaca el girasol. El cuerpo superior sobresale del anterior, al ser mayor su diámetro, apoyándose sobre prominentes ménsulas vegetales. Ello acentúa el carácter de mirador y su proyección exterior. Está formado por un total de seis vanos acristalados, a modo de arcos elípticos apoyados sobre columnas abalaustradas. La Rotonda-Mirador no tiene continuidad en el tercer piso de la fachada.

### Interior

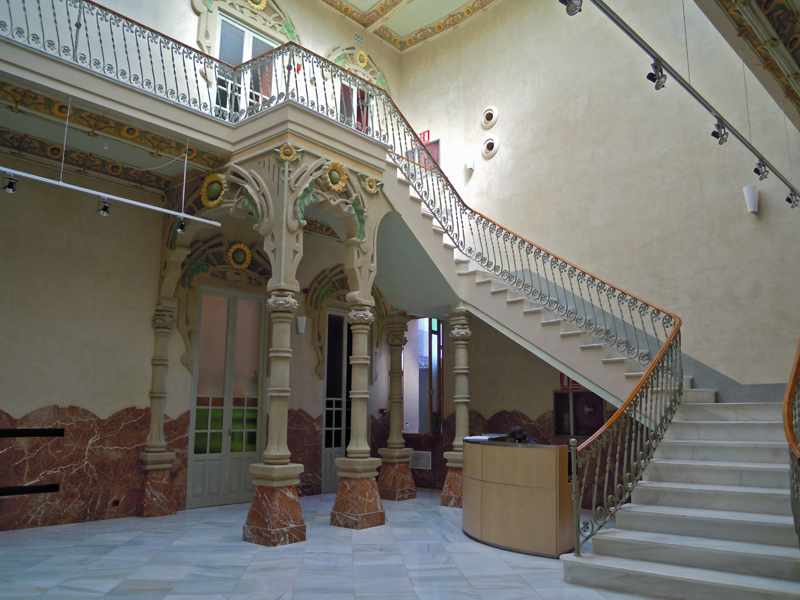
Vista del interior.

A la primera planta o planta principal se accede por una escalera de tres tramos, situada en el ángulo opuesto a la entrada, y cuyos rasgos netamente modernistas quedan de manifiesto en su carácter vegetal y en el uso del típico latiguillo modernista en el barandal. La planta baja y primera son las que albergarían las habitaciones principales, decoradas con pinturas murales de signo modernista, la mayoría muy deterioradas. El jardín está íntimamente vinculado al edificio. Se trata de un jardín privado concebido para decorar el palacio, dando sentido a la Rotonda-Mirador.

## Entorno
El inmueble se inserta sin conexión alguna en la trama tradicional existente de la población, alzando una majestuosa volumetría y sorprendiendo por su complejo lenguaje decorativo en mitad de un caserío popular con el que no guarda relación estética ni volumétrica.